# Paranormalna entiteta
Paranormalna entiteta (izvirni angleški naslov Paranormal Entity) je ameriška nadnaravna grozljivka iz leta 2009, delo režiserja Shaneja Van Dyka. Van Dyke je napisal tudi scenarij in v filmu igral. Film je izdala distribucija The Asylum. Je tako imenovani »mockbuster« – nizkoproračunski film, ki posnema uspešnico, da bi na ta način dosegel finančni uspeh. Paranormalna entiteta kopira uspešno nizkoproračunsko grozljivko Paranormalno (Paranormal Activity). Kasneje so nastala še tri nadaljevanja 8213: Gacyeva hiša (8213: Gacy House, 2010), Anneliese: Posnetki izganjanja hudiča (Anneliese: Exorcist Tapes, 2011) in Ulica duhov 100: Vrnitev Richarda Specka (100 Ghost Street: The Return of Richard Speck, 2012).

## Vsebina
Film se začne s sporočilom, da je bil mlad moški po imenu Thomas obtožen posilstva in umora svoje sestre ter  umora poznavalca paranormalnih pojavov dr. Edgarja Laurena. Za te zločine je bil zaprt, vendar je naredil samomor.
Samantha Finley (Erin Marie Hogan), njen starejši brat Thomas (Shane Van Dyke) in njuna mati Ellen (Fia Perera), verjamejo da je Ellen navezala stik z njenim pokojnim možem Davidom, toda kmalu ugotovijo, da je priklicala demona. Najprej verjamejo, da gre za Davida, toda to prepričanje opustijo, ko se začnejo napadi na Samantho.
Neko noč kamera posname Ellen, kako vstane iz postelje in zapusti spalnico. Odide v dnevno sobo, kjer vzame list papirja in nekaj napiše nanj. Papir nato zmečka in ga vrže po hodniku. Thomas najde papir pod Samanthinim vzglavnikom in razbere besedo »MARON«. Thomas predlaga, da Samantha in Ellen odideta v hotel, medtem ko bo on po hiši postavil kamere in zvončke na vrvicah. Ko zvončki zazvonijo, začne Thomas raziskovati. Vrvica in zvonec pred njegovimi vrati sta odtrgana in vržena vanj. Thomas se zapre v sobo in demon začne razbijati po vratih.
Ellen pokliče Thomasa, saj jima je demon sledil in napadel Samantho, zato se vrneta domov. Thomas se ponoči zbudi in nikjer ne najde svoje sestre. Najde jo šele na podstrešju v modrcu in spodnjicah. Ko se Samantha zbudi, se ničesar ne spominja.
Thomas vpraša prejšnje lastnike hiše, če je v hiši kdaj živel kakšen Maron, vendar oni imena ne prepoznajo. Thomas zasliši Samanthine krike in odhiti k njej, kjer jo najde nad kadjo brez modrca. Prav tako se prebudi Ellen in kamera jo posname, kako hodi po hiši z nožem. Thomas najde Ellen s prerezanimi zapestji in jo odpelje v bolnišnico.
Thomas in Sam ostaneta doma, ko prispe poznavalec paranormalnih pojavov dr. Edgar Lauren (Norman Saleet). Pove jima, da je v hiši prisotna zelo močna temačna entiteta, ki je predvsem osredotočena na Samantho. Pove tudi, da je entiteta prišla v njihov dom, ko je Ellen skušala navezati stik s svojim pokojnim možem. Dr. Lauren pojasni, da »maron« v pragermanščini pomeni nočno moro in da gre za demona, ki posiljuje ženske v spanju. Poznavalec se odloči, da jima bo pomagal in kamera se ugasne.
Po premoru se kamera spet prižge in prikaže doktorjevo okrvavljeno glavo, ki leži na tleh. Izven kadra je slišati paničnega Thomasa. Ko zasliši Samanthino kričanje, zgrabi kamero in odhiti v spalnico. Kamera posname razdejano hišo. Thomas najde svojo sestro golo in krvavo v njeni sobi, kjer jo posiljuje neviden demon. Odvrže kamero in odide iz sobe po pomoč. Nato je mogoče slišati le globoko dihanje in nevidna sila vzame kamero ter posname Samanthin mrtev obraz.
Thomas je obsojen na dosmrtno kazen za posilstvo in umor Samanthe, vendar kmalu zatem naredi samomor.
Pojasni se, da je Ellen prav tako naredila samomor, ko je izvedela za smrt svojih otrok. Thomasovi posnetki so bili najdeni na podstrešju eno leto kasneje.

## Igralci
- Shane Van Dyke kot Thomas Finley
- Erin Marie Hogan kot Samantha Finley
- Fia Perera kot Ellen Finley
- Norman Saleet kot Dr. Edgar Lauren